# Italien beim Eurovision Young Musicians
Übertragende Rundfunkanstalt

Erste Teilnahme
1986
Bisher letzte Teilnahme
2002
Anzahl der Teilnahmen
4
Höchste Platzierung
3 (1988)
Dieser Artikel befasst sich mit der Geschichte Italiens als Teilnehmer des Wettbewerbs Eurovision Young Musicians.

## Regelmäßigkeit der Teilnahme und Erfolg im Wettbewerb
Italien nahm erstmals 1986 am Eurovision Young Musicians teil. Die erste und bis heute einzige Platzierung unter den ersten Drei gelang im darauffolgenden Jahr durch den Geiger Domenico Nordio. 1992 zog sich der zuständige Sender Radiotelevisione Italiana (RAI) vom Wettbewerb zurück und kehrte erst 10 Jahre später, 2002 zum Wettbewerb zurück, allerdings ohne größeren Erfolg.
2004 zog RAI sich erneut vom Wettbewerb zurück und hat sich seit dem nicht mehr bezüglich einer Teilnahme geäußert.

## Liste der Beiträge
Farblegende: – 1. Platz. – 2. Platz. – 3. Platz. – ausgeschieden im Halbfinale/in der Qualifikation. – keine Teilnahme/nicht qualifiziert.
| Jahr                                                   | Interpret                | Instrument               | Stücke                                                          | Platz Finale             | Platz Halbfinale         | Nationale Vorentscheidung |
| ------------------------------------------------------ | ------------------------ | ------------------------ | --------------------------------------------------------------- | ------------------------ | ------------------------ | ------------------------- |
| 1986                                                   | Carlo Balzaretti         | Klavier                  | Piano Concerto in G-Dur von Maurice Ravel                       | Ausgeschieden            | k. A. / 15               |                           |
| 1988                                                   | Domenico Nordio          | Violine                  | Concerto for violin and orchestra in d, op.47 von Jean Sibelius | 3 / 6                    | k. A. / 16               |                           |
| 1990                                                   | Vittorio Ceccanti        | Cello                    | Cello Concerto in d-Moll von Édouard Lalo                       | Ausgeschieden            | k. A. / 18               |                           |
| 1992 1994 1996 1998 2000                               | Auf Teilnahme verzichtet | Auf Teilnahme verzichtet | Auf Teilnahme verzichtet                                        | Auf Teilnahme verzichtet | Auf Teilnahme verzichtet | Auf Teilnahme verzichtet  |
| 2002                                                   | Anna Tifu                | Violine                  | unbekannt                                                       | Ausgeschieden            | k. A. / 9                |                           |
| 2004 2006 2008 2010 2012 2014 2016 2018 2020 2022 2024 | Auf Teilnahme verzichtet | Auf Teilnahme verzichtet | Auf Teilnahme verzichtet                                        | Auf Teilnahme verzichtet | Auf Teilnahme verzichtet | Auf Teilnahme verzichtet  |